# Dynamite
Dynamite är den svenska sångerskan Stina Nordenstams tredje studioalbum, utgivet 1996.
I Storbritannien gavs skivan ut på CD år 1996 på Eastwest Records. I Sverige gavs skivan ut 1997 på CD av Telegram Records Stockholm. Skivan har också getts ut i Japan med en bonuslåt.
Från skivan utgavs singeln Dynamite (1997). Den nådde ingen listframgång.

## Låtlista
Alla låtar är skrivna av Stina Nordenstam.
1. "Under Your Command" – 5:19
2. "Dynamite" – 4:25
3. "Almost a Smile" – 4:53
4. "Mary Bell" – 4:54
5. "The Man with the Gun" – 4:12
6. "Until" – 3:41
7. "This Time, John" – 3:25
8. "CQD" – 5:40
9. "Down Desire Avenue" – 5:03
10. "Now That You're Leaving" – 3:29
11. "Dynamite (Soundtrack Mix)" – 3:31 (bonuslåt på alla utgåvor sedan 1998)
12. "Greetings from the Old World" (bonuslåt på den japanska utgåvan)

## Singlar

### Dynamite
1. "Dynamite" (Soundtrack Mix)
2. "Dynamite"
3. "Greetings from the Old World"

## Mottagande
Allmusics recensent Kelvin Hayes gav skivan betyget 2/5.

## Listplaceringar
| Lista (1996) | Topplacering |
| ------------ | ------------ |
| Sverige      | 17           |